# D-A-D Tour 2011
D-A-D Tour 2011 var en koncertturné af danske D-A-D i 2011. De spillede festivaler i hele Europa.

## Sætliste Smukfest
1. Evil Twin
2. Jihad
3. Beautiful Together
4. Soft Dogs
5. Nineteenhundredandyesterday
6. Scare Yourself
7. Black Crickets
8. Reconstrucdead
9. Monster Philosophy
10. Sleeping My Day Away
11. The Road Below Me
12. Laugh In A Half
13. Bad Craziness
14. Grow Or Pay
15. Riding With Sue
16. Everything Glows
17. It's After Dark

## Turné
| Dato         | By            | Sted                    | Land     | Noter |
| ------------ | ------------- | ----------------------- | -------- | ----- |
| 28. April    | Stockholm     | Rockklassikerkryssning  | Sverige  |       |
| 13. Maj      | Örebro        | Metallsvenskan          | Sverige  |       |
| 21. Maj      | Odense        | Virocker                | Danmark  |       |
| 28. Maj      | Jelling       | Jelling Musikfestival   | Danmark  |       |
| 4. Juni      | København     | En Dejlig Aften         | Danmark  |       |
| 11. Juni     | Frederikshavn | Rockparty               | Danmark  |       |
| 17. Juni     | Lichtenfels   | Motörhead Open Air      | Tyskland |       |
| 18. Juni     | Holstebro     | Rock i Holstebro        | Danmark  |       |
| 24. Juni     | Haderslev     | Kløften Festival        | Danmark  |       |
| 25. Juni     | Thisted       | Thy Rock                | Danmark  |       |
| 1. juli      | Lissabon      | Pavilhao Do Restelo     | Portugal |       |
| 2. Juli      | Flensborg     | Danish Rock Dynamite    | Tyskland |       |
| 9. Juli      | Vig           | Vig Festival            | Danmark  |       |
| 15. Juli     | Jüterbog      | Motorcycle Jamboree     | Tyskland |       |
| 16. Juli     | Balingen      | Bang Your Head Festival | Tyskland |       |
| 29. Juli     | Rudkøbing     | Langelandsfestivalen    | Danmark  |       |
| 30. Juli     | Hamborg       | Welt Astra Tag          | Tyskland |       |
| 5. August    | Klaksvík      | Summarfestivalur        | Færøerne |       |
| 6. August    | Arvika        | Arvika Hamnfest         | Sverige  |       |
| 12. August   | Flen          | Tobbes Amazon           | Sverige  |       |
| 13. August   | Rejmyre       | Skogsröjet              | Sverige  |       |
| 14. August   | Skanderborg   | Smukfest                | Danmark  |       |
| 20. August   | Jydbæk        | Jydbæk Open Air         | Tyskland |       |
| 27. August   | Peymeinade    | Tribal Festival         | Frankrig |       |
| 3. September | København     | Carlsberg Fester        | Danmark  |       |